# Сент-Джон-те-Баптист
Сент-Джон-те-Баптист (англ. Saint John the Baptist Parish) или Сен-Жан-Батист (фр. Paroisse de Saint-Jean-Baptiste) — приход штата Луизиана, США. Официально образован в 1807 году. По состоянию на 2010 год, численность населения составляла 45 924 человека.

## География
По данным Бюро переписи США, общая площадь прихода равняется 901,321 км2, из которых 551,671 км2 суша, и 349,650 км2, или 39,000 %, — это водоёмы.

### Соседние округа
Приход Сент-Джон-те-Баптист находится недалеко от города Новый Орлеан. Граничит с приходами Танджипахоа и Ливингстон на севере, Сент-Джеймс и Асеншен на западе, Лафурш на юге и Сент-Чарльз на востоке.

## Население
По данным переписи населения 2000 года на территории прихода проживает 43 044 жителя в составе 14 283 домашних хозяйств и 11 312 семей. Плотность населения составляет 76,00 человек на км2. На территории прихода насчитывается 15 532 жилых строения, при плотности застройки около 27,00-ми строений на км2. Расовый состав населения: белые — 52,58 %, афроамериканцы — 44,76 %, коренные американцы (индейцы) — 0,26 %, азиаты — 0,53 %, гавайцы — 0,03 %, представители других рас — 0,86 %, представители двух или более рас — 0,98 %. Испаноязычные составляли 2,86 % населения независимо от расы.
В составе 43,00 % из общего числа домашних хозяйств проживают дети в возрасте до 18 лет, 56,10 % домашних хозяйств представляют собой супружеские пары, проживающие вместе, 18,10 % домашних хозяйств представляют собой одиноких женщин без супруга, 20,80 % домашних хозяйств не имеют отношения к семьям, 17,50 % домашних хозяйств состоят из одного человека, 6,00 % домашних хозяйств состоят из престарелых (65 лет и старше), проживающих в одиночестве. Средний размер домашнего хозяйства составляет 2,98 человека, и средний размер семьи 3,38 человека.
Возрастной состав прихода: 31,20 % — моложе 18 лет, 9,70 % — от 18 до 24, 30,20 % — от 25 до 44, 21,10 % — от 45 до 64, и 21,10 % — от 65 и старше. Средний возраст жителя прихода — 32 лет. На каждые 100 женщин приходится 94,30 мужчин. На каждые 100 женщин старше 18 лет приходится 90,70 мужчин.
Средний доход на домохозяйство прихода составлял 39 456 USD, на семью — 43 925 USD. Среднестатистический заработок мужчины был 37 293 USD против 22 323 USD для женщины. Доход на душу населения составлял 15 445 USD. Около 13,90 % семей и 16,70 % общего населения находились ниже черты бедности, в том числе — 21,70 % молодёжи (тех, кому ещё не исполнилось 18 лет) и 17,80 % тех, кому было уже больше 65 лет.